# Casa Crichel

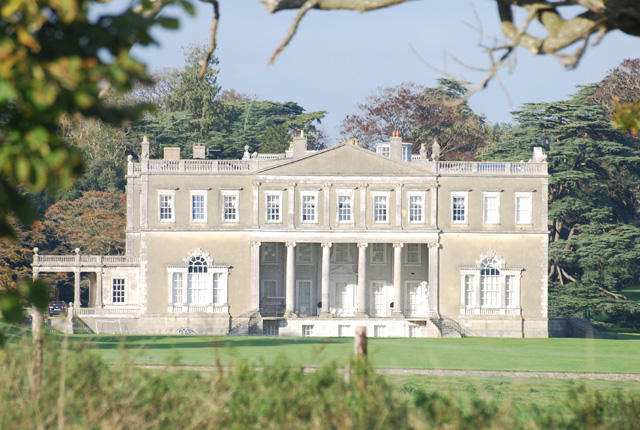
Casa Crichel

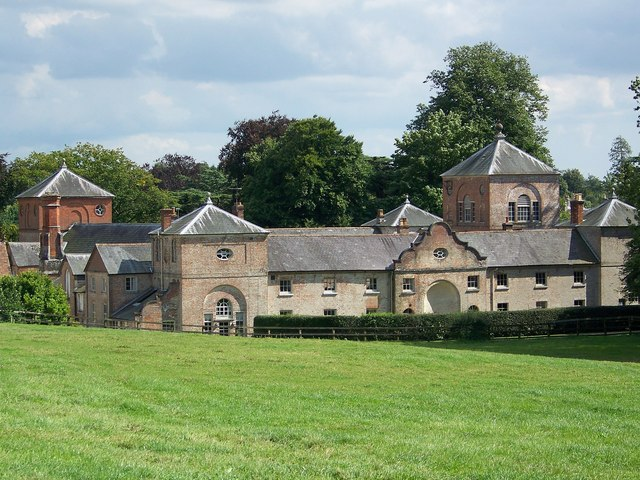
Granja Casa Crichel

Crichel House es una casa de campo catalogada como Grado I,  del Renacimiento clásico cerca del pueblo de Moor Crichel en Dorset, Inglaterra. La casa tiene una entrada diseñada por Thomas Hopper e interiores por James Wyatt . Está rodeado por 160 hectáreas de áreas verdes, que incluyen un lago en forma de media luna que cubre 20 hectáreas de áreas verdes de igual forma . El parque está incluido en el Grado II en el Registro Nacional de Parques y Jardines Históricos . 

## Historia
La casa Tudor original, propiedad de la familia Napier, fue destruida en gran parte en un incendio accidental en 1742 y fue reconstruida en estilo barroco inglés para Sir William Napier por John Bastard de Blandford y Francis Cartwright, probablemente el contratista. Humphrey Sturt, de Horton, adquirió la finca en 1765 tras su matrimonio con Diana, la tía y heredera de Sir Gerard Napier, el sexto y último baronet, y con la colaboración de la familia Bastard remodeló ampliamente la casa en 1771-73, ampliando y añadiéndole un pórtico jónico en la fachada sur. Los nuevos interiores, incluido un nuevo vestíbulo de entrada de doble altura con una escalera ampliada, fueron diseñados por James Wyatt (1772-1780), con una decoración pintada de Biagio Rebecca, chimeneas de John Devall y muebles de John Linnell (1778-1779) e Ince y Mayhew (1768-1778). El parque fue ajardinado en el estilo introducido por Capability Brown, con un lago en forma de media luna y cinturones de árboles.
A la muerte de Humphrey Sturt en 1786, su segundo hijo, Charles, heredó Crichel y lo dejó. Su hijo Henry Charles Sturt encargó un nuevo vestíbulo de entrada en el lado oeste de la casa diseñado por Thomas Hopper en 1831. Thomas Evans de Wimborne había exhibido diseños para Crichel en la Royal Academy en 1824, pero no hay indicios de que se hayan utilizado. Luego, el hijo de Henry Charles, Henry Gerard Sturt, quien en 1876 se convirtió en el primer barón de Alington, hizo modificaciones importantes en la casa; según los diseños de William Burn, el exterior se hizo neoclásico y se agregó una puerta cochera en estilo dórico romano a la entrada en la fachada oeste. Se agregaron nuevas alas para alojamiento familiar y de servicio en el lado norte.
A partir de 1905, Crichel fue remodelado aún más por el hijo de Henry Sturt, Humphrey Napier Sturt, el segundo barón, y su esposa Lady Féodorovna, y nuevamente a fines de la década de 1920 por su hijo Napier Sturt, tercer barón Alington . Se devolvió a las fachadas una apariencia más georgiana, incluida la restauración de las barras de acristalamiento en las ventanas de vidrio plano, y Harold Peto diseñó un jardín italiano.
En 1938, el Ministerio del Aire requisó la propiedad de Crichel para fines de capacitación y se retiraron los muebles de la casa. En 1946, la casa se alquiló a Cranborne Chase School, un internado independiente para niñas. A la muerte del 3.º Barón durante el servicio activo en la Segunda Guerra Mundial, su hija Mary Anna heredó a la edad de 11 años; tras su matrimonio con Toby Marten, en el Crichel Down Affair, la pareja se hizo cargo del Gobierno y en 1954 ganó el derecho a recomprar tierras compradas por compra forzosa.
Mary Anna Marten finalizó el contrato de arrendamiento con Cranborne Chase School en 1961 para hacer de Crichel House su residencia. La escuela se trasladó a New Wardour Castle, cerca de Tisbury en Wiltshire ; la casa fue restaurada por el arquitecto EF Tew de Bath, con la demolición de las alas norte victorianas, las habitaciones familiares se colocaron en el último piso y casi todas las habitaciones principales fueron redecoradas bajo la supervisión de la firma Mallets. Los elementos arquitectónicos del jardín italiano, retirados poco después de la guerra, se utilizaron para crear un patio hundido con balaustradas . Se llevaron a cabo más modificaciones internas en 1979-1980, incluida la recreación de una larga galería que se había subdividido.
Mary Anna Marten murió en 2010; en 2013, su hijo, Napier Marten, vendió Crichel House y una parte del terreno al multimillonario estadounidense Richard Chilton . Chilton ha restaurado extensamente la casa, restableciendo muchos elementos de los interiores de James Wyatt y agregando muebles.

## Finca Crichel Down
El paisajismo del parque para Humphrey Sturt involucró mover el pueblo de Moor Crichel una milla hacia el sur para crear el lago. Muchos de los aldeanos fueron trasladados a Witchampton . La antigua iglesia parroquial de St Mary's de 1850, un edificio catalogado de grado II *, permanece en su lugar cerca del lago.
A la muerte de Mary Anna Marten, el patrimonio de Crichel Down comprendía 7.932 acres, incluidos cuatro pueblos, la iglesia de St. Mary, una escuela y un club de cricket, y fue legado a Napier Marten y sus cinco hermanas. Para enero de 2020 el resto fue dividido entre varias sociedades de cartera, una de las cuales parece ser una agencia de la familia Phillimore . Los jardines han sido abiertso ocasionalmente al público bajo el Plan Nacional de Jardines .

## Visitantes importantes
Jorge IV se quedó en Crichel House mientras era Príncipe Regente. La princesa Charlotte Augusta de Gales, la única hija de su matrimonio sin amor con Caroline de Brunswick, pasó un tiempo en Crichel House bajo el cuidado de Lady Rosslyn y Lady Ilchester.

## enlaces externos
- Media related to Crichel House at Wikimedia Commons

- Datos: Q5184914
- Multimedia: Crichel House / Q5184914